# Lehndorf (Nobitz)
Lehndorf ist ein Ortsteil der ostthüringischen Gemeinde Nobitz im Landkreis Altenburger Land.

## Geografie
Lehndorf liegt nordöstlich von Saara im Tal der Pleiße. Angrenzende Orte sind außerdem im Norden Gardschütz, im Nordosten Heiligenleichnam, welches sich zudem noch auf Lehndorfer Gemarkung befindet, im Südosten Zehma und im Nordwesten Selleris. Die Kreisstadt Altenburg befindet sich sechs Kilometer nördlich, Schmölln sieben Kilometer südwestlich und Gößnitz sechs Kilometer südlich.

## Geschichte
Ebenso wie Saara wird der Ort erstmals im Jahre 1181 im Zehntregisters des Klosters Bosau als "Lugindorf" erwähnt. Es wird ein slawisch-deutscher Mischname vermutet. Der alte Ortskern ist wie ein Rundling angelegt. Vermutlich ist die Kleinstsiedlung dem Grünhainer Klosterhof Gardschütz Frondienste schuldig gewesen. Im Jahre 1445 werden 12 besetzte Höfe erwähnt, hingegen 1880 bereits 26 Güter. Zwei große Brände verwüsteten 1665 zwei und 1713 zwei Hofgüter. Seit dem 18. Jahrhundert wurde Zechsteinkalk abgebaut und ab dem am 1. Dezember 1877 eingeweihten Bahnhof abtransportiert. Dieser Bahnhof befindet sich trotz der Ortsnähe zu Lehndorf auf Gardschützer Gemarkung.
Lehndorf gehörte zum wettinischen Amt Altenburg, welches ab dem 16. Jahrhundert aufgrund mehrerer Teilungen im Lauf seines Bestehens unter der Hoheit folgender Ernestinischer Herzogtümer stand: Herzogtum Sachsen (1554 bis 1572), Herzogtum Sachsen-Weimar (1572 bis 1603), Herzogtum Sachsen-Altenburg (1603 bis 1672), Herzogtum Sachsen-Gotha-Altenburg (1672 bis 1826). Bei der Neuordnung der Ernestinischen Herzogtümer im Jahr 1826 kam der Ort wiederum zum Herzogtum Sachsen-Altenburg.
Nach der Verwaltungsreform im Herzogtum gehörte er bezüglich der Verwaltung zum Ostkreis (bis 1900) bzw. zum Landratsamt Altenburg (ab 1900). Das Dorf gehörte ab 1918 zum Freistaat Sachsen-Altenburg, der 1920 im Land Thüringen aufging. 1922 kam es zum Landkreis Altenburg.
Bei der zweiten Kreisreform in der DDR wurden 1952 die bestehenden Länder aufgelöst und die Landkreise neu zugeschnitten. Somit kam die Gemeinde Lehndorf mit dem Kreis Altenburg an den Bezirk Leipzig, der seit 1990 als Landkreis Altenburg zu Thüringen gehörte und 1994 im Landkreis Altenburger Land aufging. Am 8. März 1994 wurde im Lehndorfer Ortsteil Saara die Verwaltungsgemeinschaft Saara gegründet, der neben der Gemeinde Lehndorf fünf weitere Gemeinden angehörten. Mit der Auflösung der Verwaltungsgemeinschaft Saara wurde aus fünf von sechs Mitgliedsgemeinden am 1. Januar 1996 die Einheitsgemeinde Saara gebildet. Als diese wiederum am 31. Dezember 2012 aufgelöst wurde, kam Lehndorf als Ortsteil zur Gemeinde Nobitz.

### Entwicklung der Einwohnerzahl
- 1580: 93 Einwohner[5]
- 1933: 422 Einwohner[6]
- 1939: 413 Einwohner[6]

### Eingemeindungen
| Ehemalige Gemeinde | Datum                 | Anmerkung                                               |
| ------------------ | --------------------- | ------------------------------------------------------- |
| Burkersdorf        | 01.01.1973            | Eingemeindung nach Lehndorf                             |
| Gardschütz         | 01.07.1950            | Eingemeindung nach Lehndorf                             |
| Gleina             | 01.07.1950            | Eingemeindung nach Burkersdorf                          |
| Greipzig           | 01.07.1950 01.07.1963 | Eingemeindung nach Lehndorf Umgliederung nach Ehrenberg |
| Heiligenleichnam   | 1923                  | Eingemeindung nach Lehndorf                             |
| Kaimnitz           | vor 1900              | Eingemeindung nach Burkersdorf                          |
| Löpitz             | 1923                  | Eingemeindung nach Burkersdorf                          |
| Saara              | 01.07.1950            | Eingemeindung nach Lehndorf                             |
| Selleris           | 01.07.1950            | Eingemeindung nach Lehndorf                             |

## Wirtschaft und Verkehr
Aufgrund des Haltepunktes Lehndorf (Kr Altenburg) an der Bahnstrecke Leipzig–Hof erfuhr Lehndorf einen großen wirtschaftlichen Aufschwung. Heute zeugt davon lediglich noch das Sägewerk. Allerdings hat sich durch die unmittelbare Lage an der B 93 Kleinunternehmertum angesiedelt, wie beispielsweise ein Motorradgeschäft.
Die Linie S5 der S-Bahn Mitteldeutschland nach Halle (Saale), Leipzig, Altenburg, Werdau und Zwickau sowie der RE3 nach Altenburg, Gera, Jena und Erfurt halten jeweils zweistündlich in Lehndorf.